# Донецкий Бард
Семенцов Иван (Донецкий Бард) — революционер, поэт, участник Гражданской войны в Донбассе.

## Биография
Работал крепильщиком на Щербиновском руднике. Член РСДРП с 1902 года.
В 1905 году Семенцов познакомился с Васильченко Степаном Васильевичем который предоставил плодотворную творческую помощь поэту. С января 1905 до поселка дошла весть о расправе царя над рабочими Петербурга. И. Семенцов призвали шахтеров к объединению вокруг РСДРП и борьбы с царским самодержавием.
Щербиновке не раз писали в «Правду». Они рассказывали о трудностях жизни, притеснения от горнопромышленников. И. Семенцов посылал туда свои стихи. Так, в мае 1914 года в «Шахтерский листке», вышедший как приложение к газете, поэт опубликовал стихотворение «Проснись, шахтер!», где были такие строки:
Возвысь свой голос стойкий, непритворный,

За жизнь и честь шахтерскую постой, 

Пусть знает свет, что ты в одежде черной — 

Непобедимый исполин-герой !

В 1915 году организовал на Щербиновском руднике кружок Социал-демократов, благодаря его усилиям кружок был одним из самых активных в районе.
В июне 1917 года был избран делегатом от Горловско-Щербиновского района на Первый Всероссийский съезд Советов рабочих и солдатских депутатов.

## Творчество
Семенцов печатался под псевдонимом Донецкий Бард, под которым писал неплохие стихи из жизни шахтеров, которые печатались на страницах журнала «Прикубанские Степи». Этот журнал издавался эсерами в Екатеринодаре 1916 Впоследствии перешел в руки большевиков.
Вот один из его стихов, напечатанный в журнале «Прикубанские степи» от 8 июля 1916, № 12.
Работай друг

Работай, друг! В подземной шахте тесной

Работать осужден ты день и ночь.

Работай же, под звук рабочей песни,

И думай как нужде своей помочь.

Трудись мой друг! Ударь как только можно,

Или присядь шахтеркой пот утри,

И про житье тяжелое не ложно

С товарищем своим поговори.

Ударь сильней, мой друг. Но только помни,

Что дело важное предстало пред тобой,

Что должен, наконец, ты в шахте тёмной 

Подумай хоть немного над собой!

Работай друг! Но слышишь: люд рабочий 

Восход зари встречает как один. 

Потри же и ты запыленные очи —

Подземной тьмы невольный властелин!